# Perfecto Fernandez

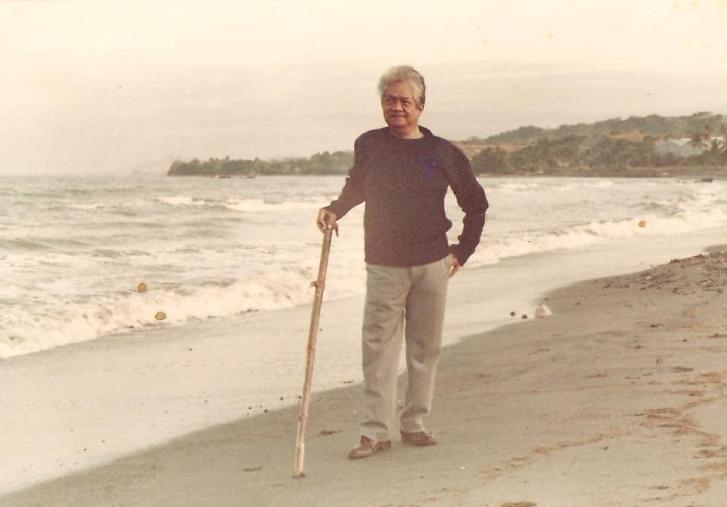
Perfecto Fernandez in 1993

Perfecto V. Fernandez (San Fabian, 31 mei 1931 - Quezon City, 18 juli 2000) was een Filipijns jurist en politiek commentator. Hij was advocaat en hoogleraar in de rechten en gold als een autoriteit op het gebied van Filipijns staatsrecht en arbeidsrecht.

## Biografie
Perfecto Fernandez werd geboren op 31 mei 1931 in San Fabian in de Filipijnse provincie Pangasinan. Zijn ouders waren Cristonal Fernandez en Maria Villanueva. Fernandez studeerde rechten aan de University of the Philippines, waar hij in 1957 zijn bachelor-diploma behaalde. In datzelfde jaar slaagde hij met de op negen na beste score voor het toelatingsexamen van de Filipijnse balie.
Perfecto Fernandez had een eigen advocatenkantoor dat gespecialiseerd was in handelsrecht en arbeidsrecht. Ook was hij hoogleraar rechten aan de University of the Philippines en doceerde hij aan diverse andere onderwijsinstellingen, was hij examinator van het toelatingsexamen van de Filipijnse balie en gaf hij politiek commentaar op de Filipijnse televisie. Zo was hij te zien in Velez This Week, met Jose Mari Velez en Debate met Oscar Orbos en Solita Monsod. Verder was Fernandez enige tijd de belangrijkste juridische adviseur van de University of the Philippines. Hij schreef vele artikelen over staatsrecht en arbeidsrecht en diverse studieboeken over recht.
Fernandez overleed in 2000 op 69-jarige leeftijd in het Philippine Heart Center. Drie maanden daarvoor was bij hem maagkanker vastgesteld. Hij trouwde in 1959 met Albino Pecson en kreeg met haar vijf kinderen.